# Tontcho Tontchev
Tontcho Tontchev, född 1 december 1972 i Silven, Bulgarien, är en bulgarisk boxare som tog OS-silver i lättviktsboxning 1996 i Atlanta. Tontcho deltog även i lättviktsboxningen 1992 i Atlanta, men där lyckades han inte ta någon medalj utan slogs ut i kvartsfinalen.